# Luciano Capitò
Luciano Capitò (Venezia, 1899 – fronte russo, 26 gennaio 1943) è stato un militare italiano, ufficiale degli Alpini, pluridecorato combattente della prima e seconda guerra mondiale.

## Biografia
Giovane neodiplomato capitano marittimo a Venezia, con l'avvento della prima guerra mondiale, Luciano Capitò si arruolò volontario nell'aprile del 1917 nelle truppe alpine, prestando servizio, come sottotenente, presso il 2º e 3º Reggimento dell'artiglieria da montagna. Fu decorato di due medaglie d'argento al valor militare, per il valore dimostrato nei combattimenti sulla linea difensiva del Piave e sul Monte Pertica.
Posto in congedo nel 1921, fu promosso capitano nel 1939. Richiamato alle armi allo scoppio del secondo conflitto mondiale, combatté sul Colle Razet sulla frontiera alpina con la Francia, sul fronte greco-albanese nel 1941, ed infine su quello russo, ove il 26 gennaio 1943 fu colpito mortalmente nel tentativo di respingere un assalto delle truppe sovietiche.
Nel 1959 l'amministrazione dell'esercito italiano ricordò la figura dell'eroico ufficiale dedicandogli la nuova caserma di Portogruaro, sede della neocostituita III Brigata Missili.